# Legendre-polynomium
Legendre-polynomier er en klasse af polynomier, der bl.a. kan anvendes til at løse fysiske problemer, hvor et inverst potential indgår. Polynomierne blev introduceret af Adrien-Marie Legendre i 1782.

## Definition ud fra en frembringende funktion
Polynomierne kan defineres som koefficienterne i en Taylor-ekspansion af den frembringende funktion {\displaystyle f(x,t)} omkring {\displaystyle t=0}
{\displaystyle f(x,t)={\frac {1}{\sqrt {1-2xt+t^{2}}}}\equiv \sum _{n=0}^{\infty }P_{n}(x)t^{n}}
hvor {\displaystyle P_{n}(x)} er det {\displaystyle n}'te Legendre-polynomium. Jf. formlen for et Taylor-polynomium er Legendre-polynomierne altså givet ved:
{\displaystyle P_{n}(x)={\frac {f^{(n)}(x,0)}{n!}}}
Fx er nulte polynomium blot lig med {\displaystyle f}, når {\displaystyle t} er nul:
{\displaystyle P_{0}(x)={\frac {1}{\sqrt {1-2x\cdot 0+0^{2}}}}=1}
Polynomium 1 er tilsvarende for den afledte til {\displaystyle f}:
{\displaystyle P_{1}(x)=\left[{\frac {x-t}{(1-2xt+t^{2})^{\tfrac {3}{2}}}}\right]_{t=0}={\frac {x-0}{(1-2x\cdot 0+0^{2})^{\tfrac {3}{2}}}}=x}
Denne metode kan gentages for at fine de næste polynomier, men da differentieringen bliver mere og mere kompleks, er det bedre at formulere en rekursionsformel.
Dette opnås ved at differentiere definitionen på Legendre-polynomierne:
{\displaystyle f'(x,t)=(x-t){\frac {1}{\sqrt {1-2xt+t^{2}}}}{\frac {1}{1-2xt+t^{2}}}=\sum _{n=0}^{\infty }nP_{n}(x)t^{n-1}}
Den første brøk er blot definitionen på summen, som indsættes i stedet.
{\displaystyle f'(x,t)=(x-t)\sum _{n=0}^{\infty }P_{n}(x)t^{n}{\frac {1}{1-2xt+t^{2}}}=\sum _{n=0}^{\infty }nP_{n}(x)t^{n-1}}
Ligningen omskrives derefter, så {\displaystyle t^{n}} indgår i alle led:
{\displaystyle {\begin{aligned}(x-t)\sum _{n=0}^{\infty }P_{n}(x)t^{n}&=(1-2xt+t^{2})\sum _{n=0}^{\infty }nP_{n}(x)t^{n-1}\\x\sum _{n=0}^{\infty }P_{n}(x)t^{n}-\sum _{n=0}^{\infty }P_{n}(x)t^{n+1}&=\sum _{n=0}^{\infty }nP_{n}(x)t^{n-1}-2x\sum _{n=0}^{\infty }nP_{n}(x)t^{n}+\sum _{n=0}^{\infty }nP_{n}(x)t^{n+1}\\x\sum _{n=0}^{\infty }P_{n}(x)t^{n}-\sum _{n=1}^{\infty }P_{n-1}(x)t^{n}&=\sum _{n=-1}^{\infty }(n+1)P_{n+1}(x)t^{n}-2x\sum _{n=0}^{\infty }nP_{n}(x)t^{n}+\sum _{n=1}^{\infty }(n-1)P_{n-1}(x)t^{n}\end{aligned}}}
For hver værdi af {\displaystyle n} skal ligheden også gælde for koefficienter alene:
{\displaystyle xP_{n}(x)-P_{n-1}(x)=(n+1)P_{n+1}(x)-2xnP_{n}(x)+(n-1)P_{n-1}(x)}
Det næste polynomium {\displaystyle P_{n+1}} er altså givet ved:
{\displaystyle P_{n+1}(x)={\frac {(1+2n)xP_{n}(x)-nP_{n-1}(x)}{n+1}}}
Da {\displaystyle P_{0}} og {\displaystyle P_{1}} er kendte, kan de øvrige funktioner altså let findes uden brug af differentialregning.
Fx er {\displaystyle P_{2}} givet ved:
{\displaystyle P_{2}(x)={\frac {(1+2)xP_{1}(x)-P_{0}(x)}{1+1}}={\frac {3}{2}}x^{2}-{\frac {1}{2}}}